# Четвериков, Борис Дмитриевич
Борис Дмитриевич Четверико́в (в некоторых изданиях под псевдонимом Дм. Четвериков) (1896—1981) — советский русский писатель и редактор.

## Биография
Родился 20 июня (2 июля) 1896 года в Уральске (ныне Казахстан). Отец — Дмитрий Никанорович Четвериков, учитель словесности и истории, разъездной инспектор училищ. Мать — Клавдия Витальевна, учительница словесности, организатор самодеятельных театральных трупп. В семье родилось пятеро детей.
Брат деда по материнской линии — писатель Михаил Васильевич Авдеев (1821—1876).
Отца будущего писателя как политически неблагонадёжного переводили из города в город (Ирбит, Троицк, Уфа, Томск, Омск, Златоуст, село Богдановка под Прилуками).
Борис окончил Уфимскую гимназию. С 1917 года учился в Томском университете. Образование не завершил, а занялся литературной деятельностью. Женился на Александре Александровне Алатырцевой. Переехал в Омск, сотрудничал в газете, редактируемой Янчевецким. Познакомился и стал дружен с работавшим там же наборщиком Всеволодом Ивановым. После Гражданской войны работал в отделе народного образования в Татарске, затем переехал к родителям в Уфу, где был организатором культмассовой работы на кавалерийских курсах.
В 1923 году по приглашению Вс. Иванова переехал в Петроград. Был редактором журналов «Литературная неделя» (приложение к «Ленинградской правде») и «Зори» (литературное приложение к «Красной газете»). Один из создателей литературного объединения «Содружество», куда входили Б. А. Лавренёв, В. Я. Шишков, Н. Браун, А. С. Чапыгин, Вс. Рождественский, М. Э. Козаков и др.
Жил и работал в блокадном Ленинграде.
В апреле 1945 года был арестован и осуждён за антисоветскую деятельность (ст. 17-58-8, 58-10 ч. II, 58-11, 121, 182-4 УК РСФСР).
К. М. Симонов вспоминал, что на одном из обсуждений кандидатур на присуждение Сталинских премий в области литературы в 1948 году Сталин лично поднял вопрос о включении в список лауреатов Четверикова за пьесу «Вороний камень» (в соавторстве с Груздевым), однако после сообщения о том, что Четвериков находится в заключении, более к этому вопросу не обращался.
В 1956 году реабилитирован.
В 1969 году Министерство обороны наградило его именным кортиком за создание военно-патриотических произведений.
Умер 7 марта 1981 года в Ленинграде. Похоронен на кладбище посёлка Комарово.

## Известные адреса
Ленинград, канал Грибоедова, д. 9 («писательский дом»), кв. 85